# بانک مرکزی شیلی
بانک مرکزی شیلی (اسپانیایی: Banco Central de Chile‎) بانک مرکزی شیلی است، که در سال ۱۹۲۵ توسط دولت شیلی تأسیس شد.